# Rezerwat przyrody Bursztynowa Góra
Rezerwat przyrody Bursztynowa Góra – rezerwat przyrody nieożywionej (jedyny w województwie pomorskim), położony na wschodnim krańcu Pojezierza Kaszubskiego, na terenie gminy Kolbudy – w bliskim sąsiedztwie Gdańska. Został utworzony w 1954 r., a zajmuje powierzchnię 5,03 ha. Ochronie podlegają wyeksploatowane wyrobiska kopalni odkrywkowej bursztynu. Wyrobiska, w większości zarośnięte, mają postać lejów, z których największy, w kształcie odwróconego stożka, ma około 40 m średnicy i 15 m głębokości. W porastającym go drzewostanie dominuje buk.
Najbliższe miejscowości to Bąkowo, Lublewo Gdańskie i Otomin. Rezerwat położony jest na skraju dużego kompleksu leśnego, zróżnicowanego pod względem zadrzewienia i ukształtowania terenu. Są to tereny wyjątkowo nadające się do spacerów, biegania oraz turystyki pieszej i rowerowej. Rezerwat jest udostępniony do zwiedzania dzięki ścieżce turystycznej, zaczynającej się przy parkingu w północno-zachodniej części wsi Bąkowo.